# Hadschi-Hamza-Moschee
Die Hadschi-Hamza-Moschee (mazedonisch Хаџи Хамза џамија Hadži Hamza džamija; albanisch Xhamia e Haxhi Hamzasë; türkisch Hacı Hamza Camii) ist eine denkmalgeschützte Moschee klassisch-osmanischen Stils in der nordmazedonischen Stadt und im Muftiat Ohrid.

## Geographische Lage
Das islamische Gotteshaus steht südlich der Straße „Goce Delčev“ und hat die Hausnummer 53. Es liegt am nordwestlichen Beginn der Stadtpromenade, Čaršija/Çarshia (mazedonisch/albanisch), Korzo oder Pazar genannt, inmitten des islamischen Restaurantviertels mit vielen Kaffee- und Teehäusern sowie albanischen und türkischen Gasthäusern. Dieser Stadtteil (Košišta) gehört zum historischen Kern von Ohrid, der von der UNESCO als Weltkulturerbe geschützt wird.

## Architektur
Das Gebäude steht am nordöstlichen Hang des kleineren der beiden Stadthügel Deboj und ist wegen der erhöhten Lage von der Straße über eine Treppe erreichbar. Die Moschee ist nordwestlich-südöstlich ausgerichtet und besteht aus einem Zentralbau mit Abmessungen von 14,20 mal 7,65 Metern. Dieser unterteilt sich in den Korridor, ein Büro für den Mufti und den Betsaal. Ein Walmdach überdeckt diesen Zentralbau. An der Westwand ist das Minarett ohne Scherefe mit oktogonalem Grundriss angebaut.
Laut der Agentur für Immobilienkataster besitzt die Moschee eine Grundfläche von 113 und eine Nutzfläche von 76 Quadratmetern.

## Geschichte
Die Moschee wurde 1550 erbaut.
Der osmanische Intellektuelle Evliya Çelebi bereiste 1670 die Stadt Ohrid und nannte in seinem Reisebuch Seyahatnâme die Hadschi-Hamza-Moschee, welche in der gleichnamigen Mahalla stand.
2009 und 2010 wurde die Moschee zuletzt saniert.